# Helena Eriksson
Helena Eriksson (Nyköping, 6 de junio de 1962) es una escritora, traductora y poetisa sueca. Debutó en 1990 con el poemario En byggnad åt mig. En 2012 recibió el Premio Dobloug de la Academia Sueca y el premio Marin Sorescu 2015.
Eriksson tradujo las obras literarias de Anaïs Nin (Casa del incesto), Giannina Braschi (Estados Unidos de Banana y El imperio de los sueños), Unica Zürn (Hexentexte), Eileen Myles (Chelsea Girls), entre otras.

## Obras
- 1990 – En byggnad åt mig (poesía)
- 1993 – Spott ur en änglamun (poesía)
- 1996 – Mark (poesía)
- 1998 – Tholos
- 2001 – Skäran (poesía)
- 2004 – Strata (poesía)
- 2008 – De, bara (poesía)
- 2009 – Logiska undersökningar (poesía)
- 2011 – Mellan eller En annan närhet
- 2012 – Täthetsteoremet (poesía)
- 2014 – Någon syr, är det du? (ensayo)